# Cantón de Rhôny-Vidourle
El cantón de Rhôny-Vidourle era una división administrativa francesa, que estaba situada en el departamento de Gard y la región de Languedoc-Rosellón.

## Composición
El cantón estaba formado por ocho comunas:
- Aimargues
- Codognan
- Gallargues-le-Montueux
- Le Cailar
- Mus
- Uchaud
- Vergèze
- Vestric-et-Candiac

## Supresión del cantón de Rhôny-Vidourle
En aplicación del Decreto n.º 2014-232 de 24 de febrero de 2014, el cantón de Rhôny-Vidourle fue suprimido el 22 de marzo de 2015 y sus 8 comunas pasaron a formar parte; cinco del nuevo cantón de Vauvert y tres del nuevo cantón de Aigues-Mortes.